# كفر عبد الله شنقاص
قرية كفر عبد الله شنقاص هي إحدى القرى التابعة لمركز منيا القمح في محافظة الشرقية في جمهورية مصر العربية. حسب إحصاءات سنة 2006، بلغ إجمالي السكان في كفر عبد الله شنقاص 2318 نسمة، منهم 1184 رجل و1134 امرأة.

## التاريخ
قرية كفر عبد الله شنقاص من القرى القديمة، حيث وردت باسم «بني عبد الله سنفاس» في أعمال الشرقية ضمن قرى الروك الناصري التي أحصاها ابن الجيعان في كتاب «التحفة السنية بأسماء البلاد المصرية». وفي العصر العثماني وردت باسم «بني عبد الله سنفاس» في التربيع العثماني الذي أجراه الوالي العثماني سليمان باشا الخادم في عصر السلطان العثماني سليمان القانوني ضمن قرى ولاية الشرقية، وفي تاريخ 1228هـ/1813م الذي عدّ قرى مصر بعد المسح الذي قام به محمد علي باشا باسم «بني عبد الله شنفاص» ضمن قرى مديرية الشرقية. تغيّر الاسم إلى «كفر عبد الله شنفاص» سنة 1259هـ/1843م.